# Disfunció erèctil
La disfunció erèctil, abans anomenada impotència, és una situació en què no hi ha una adequada resposta erèctil (= erecció del penis, per tant en l'home) davant dels estímuls sexuals, que permeti la introducció del penis en un acte sexual. Pot ser que hi hagi una manca completa de resposta o una resposta insuficient. És una disfunció sexual.

## Etiologia
- Orgànica.
  - Vascular, és la causa més freqüent i pot indicar una arterioesclerosi o una insuficiència cardíaca.
  - Neurològica, per paraplegia, per neuropatia diabètica.
  - Hormonal: hipogonadisme (per insuficient producció de testosterona), hiperprolactinèmia.
  - Iatrogènica:
    - Antihipertensius (diürètics tiazídics, beta blocadors, etc.)
    - Antidepressius (inhibidors selectius de la recaptació de serotonina, antidepressius tricíclics)
    - Antipsicòtics (neurolèptics, etc.)
    - Antiandrògens (anàlegs de la GnRH)
    - Drogues recreatives (alcohol, heroïna, cocaïna, marihuana, metadona, drogues sintètiques, anabòlics esteroides, etc.)

  - Anatòmica o estructural: per afectació de la túnica albugínia del penis, en la malaltia de Peyronie.
- Psicològica, principalment degut a pensaments de por de no obtenir l'erecció.
- Mixta, una disfunció d'origen orgànic sol produir una producció d'origen psicològic de forma associada.

## Epidemiologia
Cada cop predominen més les causes orgàniques a causa de la major presència del trastorn en edats avançades. A una causa orgànica freqüentment s'hi suma una causa psicològica secundària.
En gent més jove, la principal causa és la psicològica i, a mesura que avança l'edat, es va fent més freqüent l'orgànica, que és la predominant en edats avançades.

## Diagnòstic
Es basarà en l'anamnesi, exploració física, i poden ser útils pel diagnòstic un seguit d'anàlisis:
- Generals: hemograma, glucèmia, perfil lipídic, sodi i potassi, funció renal i hepàtica.
- Específics: antigen prostàtic específic (PSA), testosterona, hormona luteïnitzant (LH), prolactina, hormona estimulant de la tiroide (TSH) i tiroxina lliure (T4L).

En alguns casos poden ser convenients estudis especials.

## Tractament
En les causes orgàniques eliminar o controlar els factors que la poden agreujar: control dels factors de risc cardiovascular: diabetis, hipercolesterolèmia, eliminació del tabac), canvi d'antihipertensiu (blocador beta adrenèrgic), etc.

### Farmacològic

#### Administració oral
Són els inhibidors de la fosfodiesterasa 5, que estan contraindicats en la cardiopatia isquèmica inestable o l'administració de nitroglicerina, l'efecte secundari més freqüent és la cefalea:
- Avanafil (Spedra), inici acció 15 minuts (2/3 part dels pacients)
- Sildenafil (EFG, Viagra), inici acció 1h, durada d'acció 4-5h.
- Tadalafil (EFG, Cialis), inici acció 0,5-1h, durada d'acció 12-24h.
- Vardenafil (Levitra, Vivanza), inici acció 0,5-1h, durada d'acció 4-5h.

#### Administració intrauretral
- Alprostadil (una prostaglandina) MUSE (Medicated Urethral System for Erection).

#### Administració intracavernosa
- Alprostadil (Caverjet).

### Mecànic
- Anelles constrictores, que es col·loquen a la base del penis, per ereccions incompletes o poc duradores.
- Dispositius de buit, si no es produeix erecció; i utilitzant a continuació l'anella constrictora.

### Quirúrgic
Últim recurs si han fallat els anteriors, i consisteix en la implantació d'una pròtesi de penis, les més aconsellables són les hidràuliques, que tenen un mecanisme que permet la reversibilitat de la posició erecte del penis.